# The Lantern
 (octobre 2022).
La mise en forme du texte ne suit pas les recommandations de Wikipédia : il faut le « wikifier ».
Les points d'amélioration suivants sont les cas les plus fréquents :
- Les titres sont pré-formatés par le logiciel. Ils ne sont ni en capitales, ni en gras.
- Le texte ne doit pas être écrit en capitales (les noms de famille non plus), ni en gras, ni en italique, ni en « petit »…
- Le gras n'est utilisé que pour surligner le titre de l'article dans l'introduction, une seule fois.
- L'italique est rarement utilisé : mots en langue étrangère, titres d'œuvres, noms de bateaux, etc.
- Les citations ne sont pas en italique mais en corps de texte normal. Elles sont entourées par des guillemets français : « et ».
- Les listes à puces sont à éviter, des paragraphes rédigés étant largement préférés. Les tableaux sont à réserver à la présentation de données structurées (résultats, etc.).
- Les appels de note de bas de page (petits chiffres en exposant, introduits par l'outil «  Source ») sont à placer entre la fin de phrase et le point final[comme ça].
- Les liens internes (vers d'autres articles de Wikipédia) sont à choisir avec parcimonie. Créez des liens vers des articles approfondissant le sujet. Les termes génériques sans rapport avec le sujet sont à éviter, ainsi que les répétitions de liens vers un même terme.
- Les liens externes sont à placer uniquement dans une section « Liens externes », à la fin de l'article. Ces liens sont à choisir avec parcimonie suivant les règles définies. Si un lien sert de source à l'article, son insertion dans le texte est à faire par les notes de bas de page.
- La présentation des références doit suivre les conventions bibliographiques. Il est recommandé d'utiliser les modèles {{Ouvrage}}, {{Chapitre}}, {{Article}}, {{Lien web}} et/ou {{Bibliographie}}. Le mode d'édition visuel peut mettre en forme automatiquement les références.
- Insérer une infobox (cadre d'informations à droite) n'est pas obligatoire pour parachever la mise en page.

Pour une aide détaillée, merci de consulter Aide:Wikification.
Si vous pensez que ces points ont été résolus, vous pouvez retirer ce bandeau et améliorer la mise en forme d'un autre article.
Singles de The Rolling Stones
Dandelion / We Love You
(1967) She's a Rainbow
(1967)
Pistes de Their Satanic Majesties Request
She's a Rainbow
(6) Gomper
(8)
The Lantern est une chanson de rock psychédélique du groupe de rock britannique The Rolling Stones parue sur l'album Their Satanic Majesties Request en décembre 1967. Écrite par Mick Jagger et Keith Richards, la chanson apparait également en face B du single américain In Another Land crédité au bassiste du groupe Bill Wyman (l'auteur de la chanson en face A).

## Musique et paroles
La chanson s'ouvre sur des carillons, qui servent de symbole mystique de l'illumination. Il porte une mélodie inspirée du blues, avec des influences folk également. The Lantern comporte également un arrangement de cuivres. Brian Jones joue de l'orgue dans l'intro et à 2:30, bien que la version précédente de la chanson présente son orgue tout au long. Les paroles décrivent deux amoureux, dont l'une est morte alors que l'autre ressent toujours de l'amour pour elle. Une lanterne est une métaphore de ce qui unit les deux entre la vie et la mort, et aussi la lumière qui lui permettrait de la rejoindre à sa mort.

## Parution et réception
La chanson sort le 2 décembre 1967 en face B du single In Another Land. Jon Landau de Rolling Stone a fait l'éloge de la performance de Bill Wyman, Charlie Watts et Keith Richards sur la chanson, qualifiant le travail de guitare de Richards de meilleur sur l'album. Landau a écrit que The Lantern était "un autre effort relativement réussi dans lequel d'excellents efforts instrumentaux aident à transcender un air plutôt ennuyeux et un chant médiocre". Matthew Greenwald d'Allmusic a qualifié la mélodie de la chanson de l'une des meilleures de l'album, a comparé les paroles à celles de Syd Barrett du groupe Pink Floyd et a écrit que c'était "l'une des chansons sous-estimées de Their Satanic Majesties Request". Philippe Margotin et Jean-Michel Guesdon ont écrit, dans The Rolling Stones, la totale, que The Lantern "est une chanson qui mérite d'être redécouverte, mais il est important de se procurer la version mono, car la version stéréo est une catastrophe, mixée par quelqu'un aux oreilles fatiguées.
David Marchese de Vulture.com l'a classée 262e meilleure chanson des Rolling Stones, la qualifiant de "pas mauvaise" mais pensant que "les attentes sont plus élevées pour les Rolling Stones". Georgiy Starostin, quant à lui, la considérait comme la meilleure chanson de l'album. Il a critiqué les paroles mais a estimé que "par rapport, disons, à la prise de pied plat et bourru sur le mysticisme de Led Zeppelin, celle-ci est douce, exotique et totalement non générique."

## Personnel
- Mick Jagger : chant
- Brian Jones : orgue, cuivres, saxophone alto, carillon
- Keith Richards : guitare acoustique, guitare électrique, slide guitare,  chœurs
- Bill Wyman : basse, percussion
- Charlie Watts : batterie
- Nicky Hopkins : piano